# .lv
.lv is het achtervoegsel van Letse domeinnamen. De .lv domeinnamen worden uitgegeven door de .lv NIC, sinds 1993.

## Subdomeinen
- .com.lv - commercie
- .edu.lv - onderwijsinstellingen
- .gov.lv - bestuurs of semi-bestuurssites
- .org.lv - verschillende samenwerkingsorganisaties
- .mil.lv - militaire instellingen van Letland
- .id.lv - individuen
- .net.lv - netwerk infrastructuur providers
- .asn.lv - associaties
- .conf.lv - conferenties en tentoonstellingen die maar een korte tijd hun site online willen hebben

## Gebruik van .lv
.lv wordt door Letse websites gebruikt, maar ook door Engelstalige gebruikers. Het lijkt dat veel sites gebruikt worden voor sites die suggereren naar de Amerikaanse stad Las Vegas, zoals .la voor Los Angeles gebruikt wordt, maar ook voor het Engelse woord love (liefde), zoals in my.lv, we.lv of true.lv. Van dit gebruik zijn er maar weinig voorbeelden.